# Больше-Паратская волость
Больше-Паратская волость (Ново-Паратская, луговомар. Кугу Порат волыс, тат. ئۈلىٰ پارات ۋولىٰسىٰ, Олы Парат вулысы) — административно-территориальная единица в составе Казанской губернии, Татарской АССР и Марийской автономной области. Волостной совет находилось в деревне Старые Параты.
Граничила с Ильинской и Кукморской волостями Казанского уезда, Помарской волостью Чебоксарского уезда, Сотнурской волостью Царёвококшайского уезда, Ширданской волостью Свияжского уезда.
Волость была образована в 1918 году из западной части Ильинской волости Казанского уезда, в которой преобладало марийское население. В её состав входили селения Старые и Новые Параты, Янциткино, Томская, Именяйкино, Китунькино, Отымбалы, Вахоткино, Очаково, Бизюргуб, Микушкино, Качейкино, Васюткино, Коновалово, Пондашево, Болоткино, Моркиялы, в которых в общей сложности проживало около 5 тысяч человек.
В 1920 году, как и все волости Казанского уезда, вошла в состав Арского кантона Татарской АССР.
В 1921 году вошла в состав Марийской автономной области, где вошла в состав Краснококшайского кантона. Упразднена в 1924 году в связи с отменой волостного деления в Марийской автономной области.